# Hedera pastuchowii
Hedera pastuchowii — один з видів роду Hedera, який є вихідцем зі Східного Закавказзя. Ця рослина з ботанічної родини аралієвих. Занесена в Червону книгу Азербайджанської РСР, 1989 року.
Це вічнозелена дерев'яна ліана з довгими стеблами, які ростуть в мішаних лісах до 20—30 м, на деревах; не зростає як ґрунтопокривна рослина. Вона піднімається за допомогою повітряних корінців, які чіпляються до підкладки.

## Опис
Листя тонкі, блискучі, світло-зелені, цілісні або з хвилястими краями, 10—12 см х 6—9 см, часто округлі і рідкі довгасто-еліптичні, глибоко або неглибоко лопатеві, серцеподібні або клиноподібні в основі.

## Застосування
Плющ Пастухова, як і інші види плюща, може використовуватися як декоративна рослина у вертикальному озелененні. У культурі його розмножують зазвичай живцями.
| Гібіскус | Це незавершена стаття про квіткові рослини. Ви можете допомогти проєкту, виправивши або дописавши її. |